# Paratangia marginata
Paratangia marginata är en insektsart som beskrevs av Melichar 1903. Paratangia marginata ingår i släktet Paratangia och familjen vedstritar.
Artens utbredningsområde är Sri Lanka. Inga underarter finns listade i Catalogue of Life.